# Gebhard II. (Querfurt)
Gebhard II., Herr zu Querfurt († 18. Februar 1126 bei Kulm, Böhmen) war der Sohn von Burchard I. von Querfurt.
Er fiel als Gefolgsmann König Lothars III. am 18. Februar 1126 in der Schlacht bei Kulm in Nordböhmen. Im Erbfolgekrieg um Böhmen besiegte dort Herzog Soběslav I. von Böhmen das vereinte Heer des Herzogs Otto II. des Schwarzen von Mähren-Olmütz und des von Otto zu Hilfe gerufenen Lothar III.
Gebhards Ehe mit Oda von Ammensleben entstammten drei Söhne. Burchard II. beerbte seinen Vater als Herr von Querfurt und Burggraf von Magdeburg. Der zweite Sohn, Konrad, war 1134 bis 1142 Erzbischof von Magdeburg. Der jüngste, Gebhard III., fiel wie der Vater in der Schlacht bei Kulm.